# Loretta Brown
Loretta Brown (1965–2010) fue un personaje ficticio de la serie de animación Padre de familia. Ella fue la mujer de Cleveland Brown. Es la ley en la casa de los Brown y adora la actuación. Se separa de Cleveland en la temporada 7º.
Después de que este se entera de que le fue infiel con Quagmire, En la 7ª temporada arrepentida quiso volver pero Cleveland la rechazó. En el episodio número 17 de la primera temporada de The Cleveland Show se produce un crossover con Padre de familia donde Loretta muere. Todo comienza cuando Brian desentierra el esqueleto de un brontosaurus y Peter intenta introducirlo en su dormitorio con una grúa; entonces suena la alarma de su reloj indicando que es la hora de Háblame Deluxe (en Estados Unidos, United States of Tara) y sin querer acciona una palanca que hace girar la grúa, en este caso, hacia la antigua casa de Cleveland. Allí vive Loretta, que en ese momento estaba dándose un baño, cuando el esqueleto del brontosaurus destroza la fachada de su casa y la bañera cae al suelo (igual que en anteriores capítulos ha pasado con Cleveland) donde, tras caer, fallece.